# Tsotang Maine
Simon Tsotang Maine (* 10. August 1974 in Ha Molengoane, Ratau) ist ein ehemaliger lesothischer Leichtathlet. Er war spezialisiert auf Marathonlauf.

## Sport
Simon Tsotang Maine trat bei den Olympischen Sommerspielen 2008 in Peking an. Zusammen mit seinen Teamkollegen Clement Lebopo und Moses Mosuhli lief er im Marathon, beendete den Lauf jedoch nicht.
Er war auch Fahnenträger für Lesotho während der Eröffnungszeremonie.